# Institut géographique national (Niger)
Pour les articles homonymes, voir Institut géographique national et IGN.
L'Institut géographique national est un organisme gouvernemental du Niger ayant pour mission d'assurer la production, l'entretien et la diffusion de l'information géographique de référence dans ce pays.

## Histoire
En décembre 2014, le ministre de l'Urbanisme et du Logement Habi Mahamadou Salissou dénonce les sommes « dérisoires » allouées par le gouvernement nigérien comparativement à sa mission de service public. Le président de l'institut, Bagalé Oumara, dénonce également sa mise à l'écart des grands travaux d'État, ainsi qu'un financement inconsistant des acquisitions de données géographiques.
En avril 2019, l'institut reçoit un don d'équipements cartographiques et topographiques d'une valeur de 107 millions de CFA de la mission EUCAP Sahel Niger. L'équipement contient des licences de logiciel ainsi que des outils de capture hyper-précis, ce qui permet à l'institut d'envisager une cartographie complète et précise du pays.